# Пачука-де-Сото
Пачука-де-Сото (исп. Pachuca de Soto) — город в Мексике, входит в штат Идальго. Население составляет 267 751 человек.
Город обслуживает аэропорт Хуан Гильермо Вильясана.